# Комплекс построек табачной фабрики «Лаферм»
Комплекс построек табачной фабрики «Лаферм» — памятник архитектуры. Расположен в Санкт-Петербурге, современный адрес — Средний проспект Васильевского острова, 36-38, 9-я линия Васильевского острова, 36-40.
Табачная фабрика была основана в 1852 году Гупманом де Бальбеллом, с 1868 года стала Поставщиком двора Его Императорского Величества, с 1870 года стала паевым товариществом четырьмя магазинами в столице и одним в Москве.
Фабрика с самого начала занимала участок на Васильевском острове. Первые два лицевых здания были построены в первой четверти XIX века — трёхэтажный каменный корпус для купца Воробьева был построен в 1832 году И. К. Лаутером, сменив двухэтажный каменный дом, которому ранее предшествовали деревянные постройки. В силу использования ручного труда под производство были приспособлены обычные помещения, а во дворах находились (не сохранившиеся до наших дней) складские постройки. По мере роста бизнеса здания надстраивались (были надстроены два этажа и мансарда), и в 1890-х годах были перестроены Ю. Ю. Бенуа. Угловое здание по 9 линии не охраняется, здание по Среднему проспекту гладко оштукатурено, рустовано на уровне второго этажа, у окон второго этажа есть замковые камни, на уровне 3-5 этажей окна обрамлены наличниками, этажи украшены филенками и сандриками, между 4 и 5 этажом расположен профилированный карниз с орнаментом «волна».
Два многопролётных шестиэтажных корпуса были построены в 1911 и 1913 годах по проекту Р. И. Кригера. К тому времени фабрика уже была частично механизирована, поэтому требовались большие светлые помещения. Здания выполнены в стиле модерн, в отделке сочетаются лицевой кирпич, штукатурка и натуральный камень. У четырёх верхних этажей, на которых расположены цеха с железобетонными колоннами, большие витражные окна. Здания завершают криволинейные мансардные и аттиковые окна. В 1916 году журнал «Зодчий» отмечал их как наиболее интересные современные промышленные постройки. Здание 1913 года обошлось в 209 000 рублей, включая технический надзор.
Дворовые флигели стоят плотно, разделены дворами. Фасады у них кирпичные, без отделки.
В 1923 году фабрика получила имя М. С. Урицкого, в 1939 году со стороны 9 линии вместо ворот было пристроено ещё одно здание в стиле, характерном для своего времени (советский корпус числился памятником архитектуры, но был снят с охраны).
С 2002 года годы здания преобразованы в торговый центр.